# Episoriculus
Episoriculus là một chi động vật có vú trong họ Chuột chù, bộ Soricomorpha. Chi này được Ellermann and Morrison-Scott miêu tả năm 1966. Loài điển hình của chi này là Sorex caudatus Horsfield, 1851.

## Các loài
Chi này gồm các loài: